# Николаевка (Измаильский район)
Николаевка (укр. Миколаївка) — село в Килийской городской общине Измаильского района Одесской области Украины.
Население по переписи 2001 года составляло 89 человек. Почтовый индекс — 68331. Телефонный код — 4843. Занимает площадь 0,38 км².

## Население и национальный состав
По данным переписи населения Украины 2001 года распределение населения по национальному составу было следующим (в % от общей численности населения):
По Трудовскому сельскому совету: общее количество жителей — 1528 чел., из них украинцев — 1205 чел. (78,86 %); русские — 29 чел. (1,90 %); молдаване — 242 чел. (15,84 %); болгар — 28 чел. (1,83 %); гагаузов — 17 чел. (1,11 %); другие — 7 чел (0,46 %).
По селу Трудовое: общее количество жителей — 1495 чел., из них украинцев — 1183 чел. (79,13 %); русские — 26 чел. (1,74 %); молдаване — 234 чел. (15,65 %); болгар — 28 чел. (1,87 %); гагаузов — 17 чел. (1,14 %); другие — 7 чел (0,47 %).
По селу Николаевка: общее количество жителей — 33 чел., из них украинцев — 22 чел. (66,67 %); русские — 3 чел. (9,09 %); молдаване — 8 чел. (24,24 %).
По данным переписи населения Украины 2001 года распределение населения по родному языку было следующим (в % от общей численности населения):
По Трудовскому сельскому совету: украинский — 82,36 %; русский — 6,98 %; белорусский — 0,06 %; болгарский — 0,51 %; гагаузский — 0,44 %; молдавский — 9,14 %; румынский — 0,06 %; цыганский — 0,38 %.
По селу Трудовое: украинский −84,06 %; русский — 5,65 %; белорусский — 0,07 %; болгарский — 0,47 %; гагаузский — 0,47 %;молдавский — 8,74 %; румынский — 0,07 %; цыганский — 0,40 %.
По селу Николаевка: украинский — 53,93 %; русский — 29,21 %; болгарский — 1,12 %; молдавский — 15,73 %.